# Lovaspóló az 1924. évi nyári olimpiai játékokon
Az 1924. évi nyári olimpiai játékokon a lovaspólóban 5 csapat vett részt. A körmérkőzésekre a Saint Cloud Country Clubban került sor.

## Éremtáblázat
(Az egyes számoszlopok legmagasabb értéke, vagy értékei vastagítással kiemelve.)
| Az 1924. évi nyári olimpiai játékok éremtáblázata lovaspólóban | Az 1924. évi nyári olimpiai játékok éremtáblázata lovaspólóban | Az 1924. évi nyári olimpiai játékok éremtáblázata lovaspólóban | Az 1924. évi nyári olimpiai játékok éremtáblázata lovaspólóban | Az 1924. évi nyári olimpiai játékok éremtáblázata lovaspólóban | Olimpia  |
| -------------------------------------------------------------- | -------------------------------------------------------------- | -------------------------------------------------------------- | -------------------------------------------------------------- | -------------------------------------------------------------- | -------- |
|                                                                | Ország                                                         | Arany                                                          | Ezüst                                                          | Bronz                                                          | Összesen |
| 1.                                                             | Argentína (ARG)                                                | 1                                                              | 0                                                              | 0                                                              | 1        |
|                                                                |                                                                |                                                                |                                                                |                                                                |          |
| 2.                                                             | Egyesült Államok (USA)                                         | 0                                                              | 1                                                              | 0                                                              | 1        |
|                                                                |                                                                |                                                                |                                                                |                                                                |          |
| 3.                                                             | Nagy-Britannia (GBR)                                           | 0                                                              | 0                                                              | 1                                                              | 1        |
|                                                                |                                                                |                                                                |                                                                |                                                                |          |
| Összesen                                                       | Összesen                                                       | 1                                                              | 1                                                              | 1                                                              | 3        |

## Érmesek
| Az 1924. évi nyári olimpiai játékok érmesei lovaspólóban            | Az 1924. évi nyári olimpiai játékok érmesei lovaspólóban               | Az 1924. évi nyári olimpiai játékok érmesei lovaspólóban                  | Az 1924. évi nyári olimpiai játékok érmesei lovaspólóban |
| ------------------------------------------------------------------- | ---------------------------------------------------------------------- | ------------------------------------------------------------------------- | -------------------------------------------------------- |
| Arany                                                               | Ezüst                                                                  | Bronz                                                                     |                                                          |
| Argentína (ARG)                                                     | Egyesült Államok (USA)                                                 | Nagy-Britannia (GBR)                                                      |                                                          |
| Arturo Miles Juan Naylor Guillermo Nelson Juan Padilla Enrique Pena | Elmer Boescke Thomas Hitchcock G. Moore Frederick Roe Rodman Wanamaker | Frederick Barrett Whitfield Bingham Denis Guest Fred Wise Kinnear Lannowe |                                                          |

## Eredmények
| 1924. június 28. |  | Spanyolország (ESP) | 13 – 1 | Franciaország |  | Saint Cloud Country Club |
| 1924. június 28. |  |                     |        |               |  | Saint Cloud Country Club |

| 1924. július 1. |  | Spanyolország (ESP) | 2 – 15 | Egyesült Államok |  | Saint Cloud Country Club |
| 1924. július 1. |  |                     |        |                  |  | Saint Cloud Country Club |

| 1924. július 3. |  | Egyesült Államok (USA) | 10 – 2 | Nagy-Britannia |  | Saint Cloud Country Club |
| 1924. július 3. |  |                        |        |                |  | Saint Cloud Country Club |

| 1924. július 4. |  | Argentína (ARG) | 16 – 2 | Spanyolország |  | Saint Cloud Country Club |
| 1924. július 4. |  |                 |        |               |  | Saint Cloud Country Club |

| 1924. július 5. |  | Franciaország (FRA) | 2 – 16 | Nagy-Britannia |  | Saint Cloud Country Club |
| 1924. július 5. |  |                     |        |                |  | Saint Cloud Country Club |

| 1924. július 6. |  | Argentína (ARG) | 6 – 5 | Egyesült Államok |  | Saint Cloud Country Club |
| 1924. július 6. |  |                 |       |                  |  | Saint Cloud Country Club |

| 1924. július 7. |  | Spanyolország (ESP) | 3 – 10 | Nagy-Britannia |  | Saint Cloud Country Club |
| 1924. július 7. |  |                     |        |                |  | Saint Cloud Country Club |

| 1924. július 9. |  | Argentína (ARG) | 9 – 5 | Nagy-Britannia |  | Saint Cloud Country Club |
| 1924. július 9. |  |                 |       |                |  | Saint Cloud Country Club |

| 1924. július 10. |  | Spanyolország (ESP) | 15 – 1 | Franciaország |  | Saint Cloud Country Club |
| 1924. július 10. |  |                     |        |               |  | Saint Cloud Country Club |

| 1924. július 12. |  | Argentína (ARG) | 15 – 2 | Franciaország |  | Saint Cloud Country Club |
| 1924. július 12. |  |                 |        |               |  | Saint Cloud Country Club |

## Végeredmény
| Helyezés | Csapat                 | M | Gy | D | V | G+ | G– | Gk  |
| -------- | ---------------------- | - | -- | - | - | -- | -- | --- |
| Arany    | Argentína (ARG)        | 4 | 4  | 0 | 0 | 46 | 14 | +32 |
| Ezüst    | Egyesült Államok (USA) | 4 | 3  | 0 | 1 | 43 | 11 | +32 |
| Bronz    | Nagy-Britannia (GBR)   | 4 | 2  | 0 | 2 | 33 | 24 | +9  |
| 4.       | Spanyolország (ESP)    | 4 | 1  | 0 | 3 | 22 | 42 | –20 |
| 5.       | Franciaország (FRA)    | 4 | 0  | 0 | 4 | 6  | 59 | –53 |